# داس‌ماهی
داس‌ماهی (نام علمی: Zanclus cornutus) نام یک گونه از راسته سوف‌ماهی‌سانان است.